# Orchon-Aimag
Orchon-Aimag este un aimag, (provincie) în Mongolia.